# Qouneitra
Qouneitra, en arabe : القنيطرة (aussi transcrit Kuneitra, Qunaytirah', Qunaitira) est une ancienne ville de Syrie située sur le plateau du Golan à environ mille mètres d'altitude. Fondée à l'époque de l'Empire ottoman comme ville étape sur la route caravanière de Damas, elle est surtout connue en raison des événements liés à la guerre des Six Jours (1967) et à la guerre du Kippour (1973) entre la Syrie et Israël.
Le 10 juin 1967, dernier jour de la guerre, l'armée israélienne s'empare et occupe la ville, chef-lieu de gouvernorat et principale ville du Golan. Elle est brièvement reprise en 1973 par l'armée syrienne durant la guerre du Kippour, mais Israël la reprend lors de sa contre-offensive. Les accords d'armistice de mai 1974 prévoient le retrait des Israéliens de Qouneitra au début de juin. À leur retour, les Syriens retrouvent une ville dévastée. Le gouvernement syrien décide de la laisser en l'état à titre de témoignage. Cette ville-fantôme se trouve depuis lors dans la zone démilitarisée séparant les forces armées syriennes des forces israéliennes occupant l'Ouest du Golan, qui a été annexé unilatéralement par Israël en 1981.

## Statut dans la Syrie actuelle
Qouneitra reste formellement la capitale du gouvernorat de Qouneitra, division administrative du sud-ouest de la Syrie qui inclut toujours la  partie du Golan occupée par Israël. 
En pratique, depuis 1974, l'administration du gouvernorat se trouve dans la localité de Madinat al-Salam (en),  construite dans les années 1980 à 12 kilomètres au nord de l'ancienne Qouneitra.

## Géographie

### Relief et hydrographie
Qouneitra est située dans une haute vallée du plateau du Golan à 1 010 m d'altitude. La ville  est dominée à l'ouest par les hauteurs du Golan contrôlées par Israël et, en particulier, le mont Har Bental. 
La zone entourant Qouneitra est composée d'anciennes coulées de lave séparées par plusieurs cônes volcaniques qui culminent à 150-200 mètres au-dessus du niveau de la plaine. Ces proéminences volcaniques ont joué un rôle essentiel en tant que postes d'observation et de tir lors des conflits qui se sont déroulés dans la région, en particulier la guerre de Kippour. La fertilité des sols volcaniques a aussi permis la culture du blé  et le pastoralisme.  

### Population (jusqu'en 1974)
La position de cette localité sur une route commerciale a entraîné une forte diversité du peuplement. 
Au début du XXe siècle, elle est peuplée principalement de Circassiens, musulmans originaires du Caucase. Après l'indépendance de la Syrie, la ville atteint 20 000 habitants, principalement arabes. 
Lors de l'occupation israélienne de 1967 à 1974, la population locale est expulsée. Quand la Syrie récupère la ville en ruines, kes seuls habitants sont des soldats syriens qui assurent la sécurité de la zone.

## Histoire

### Préhistoire et Antiquité
La région de Qouneitra est habitée depuis plusieurs millénaires. La découverte d'outils en silex taillés selon la méthode Levallois caractéristique de l'industrie lithique du Moustérien confirme la présence de chasseurs-cueilleurs du Paléolithique moyen dans la zone. 
Une petite localité a existé durant la période romaine, servant de halte sur la route entre Damas et la Palestine. On suppose que Saint Paul passa par cette localité lorsqu'il se rendit à Damas depuis Jérusalem. Le site où eut lieu la conversion de Saint Paul est traditionnellement identifié au village de Kobab, à proximité de Qouneitra. 

### Période ottomane (vers 1520-1920)
La ville moderne a grandi autour d'un noyau constitué d'un caravansérail ottoman construit avec des pierres de l'ancienne cité. Le nom de « Qouneitra » apparait à cette époque.

### Période mandataire (1920-1946)
En 1920, la Syrie et le Liban deviennent des mandats français de la Société des Nations, tandis que la Palestine devient un mandat britannique.
Qouneitra devient le centre administratif du secteur du Golan. Elle est principalement peuplée de Tcherkesses.

### De l'indépendance de la Syrie à la guerre des Six Jours (1946-1967)
La Syrie devient indépendante en 1946. En Palestine, Israël proclame son indépendance le 14 mai 1948. Le 15 mai débute la première guerre israélo-arabe, qui inclut la Syrie. Israël l'emporte au début de 1949, mais la Syrie conserve alors le Golan.
Qouneitra prend une grande importance stratégique en raison de sa position sur la route liant les deux pays, à 64 km de la frontière définie par les accords d'armistice de 1949, la « ligne verte ». Elle devient une ville marchande prospère et sa population triple à la suite de l'installation d'une garnison militaire.

### Conquête et occupation israélienne (1967–1973)

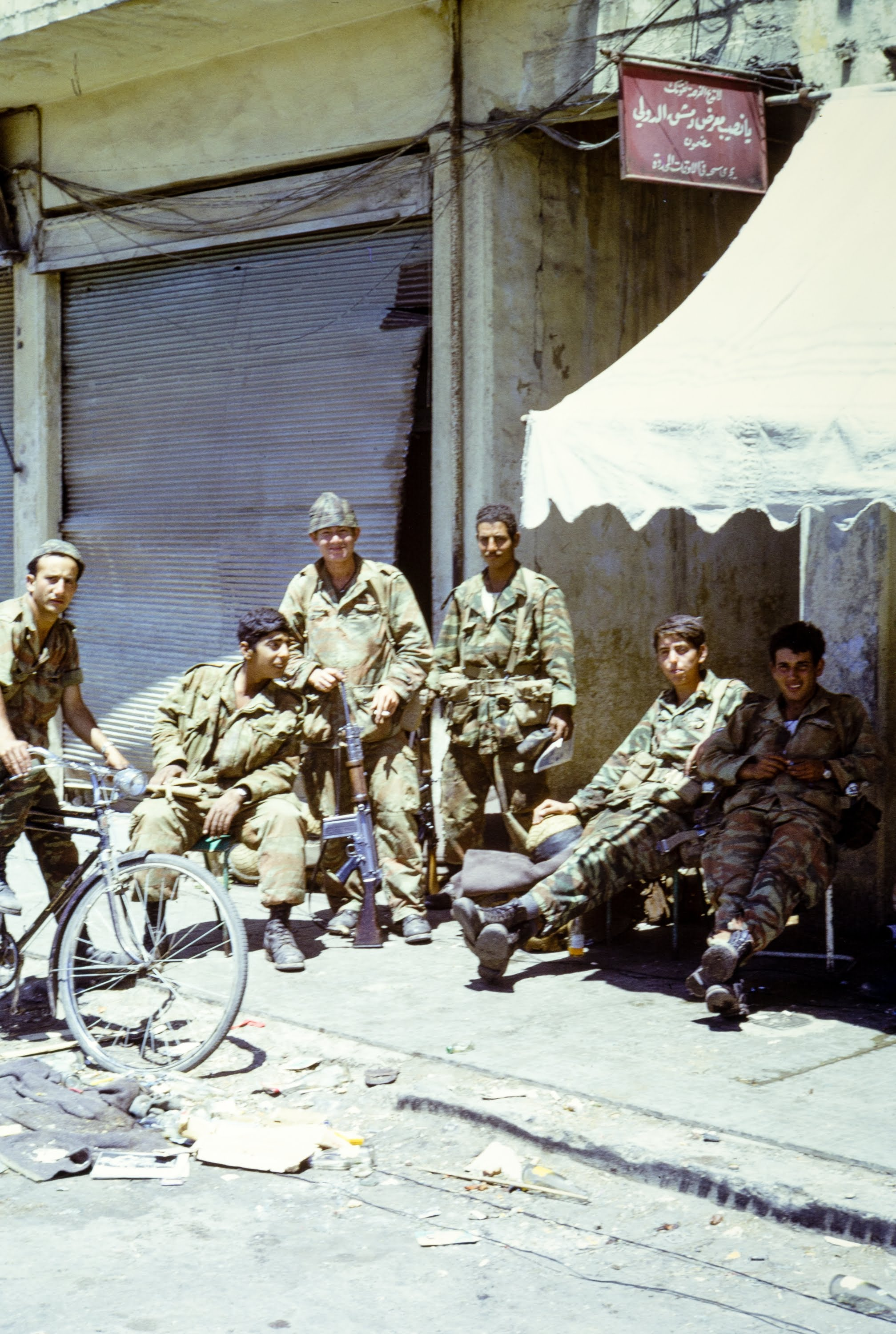
Soldats israéliens à Qouneitra en juin 1967.

La prise de Qouneitra par les Israéliens eut lieu dans des circonstances chaotiques le 10 juin 1967, dernier jour de la guerre des Six Jours. L'avancée des Israéliens par le nord-ouest provoqua le déploiement sous un bombardement massif des troupes syriennes au nord de la ville afin de protéger la route de Damas. À 8 h 45 du matin, la radio syrienne annonça par erreur que la ville était tombée. Paniquée par cette nouvelle, l'armée syrienne transforma son redéploiement en une retraite chaotique le long de la route de Damas. Bien qu'un démenti radiophonique ait été diffusé deux heures plus tard, l'armée israélienne profita de la méprise pour réellement occuper la ville. Une brigade sous le commandement du général de division Albert Mendler entra à 14 h 30 dans Qouneitra et constata qu'elle était entièrement abandonnée par les troupes syriennes, du matériel militaire gisant çà et là. 

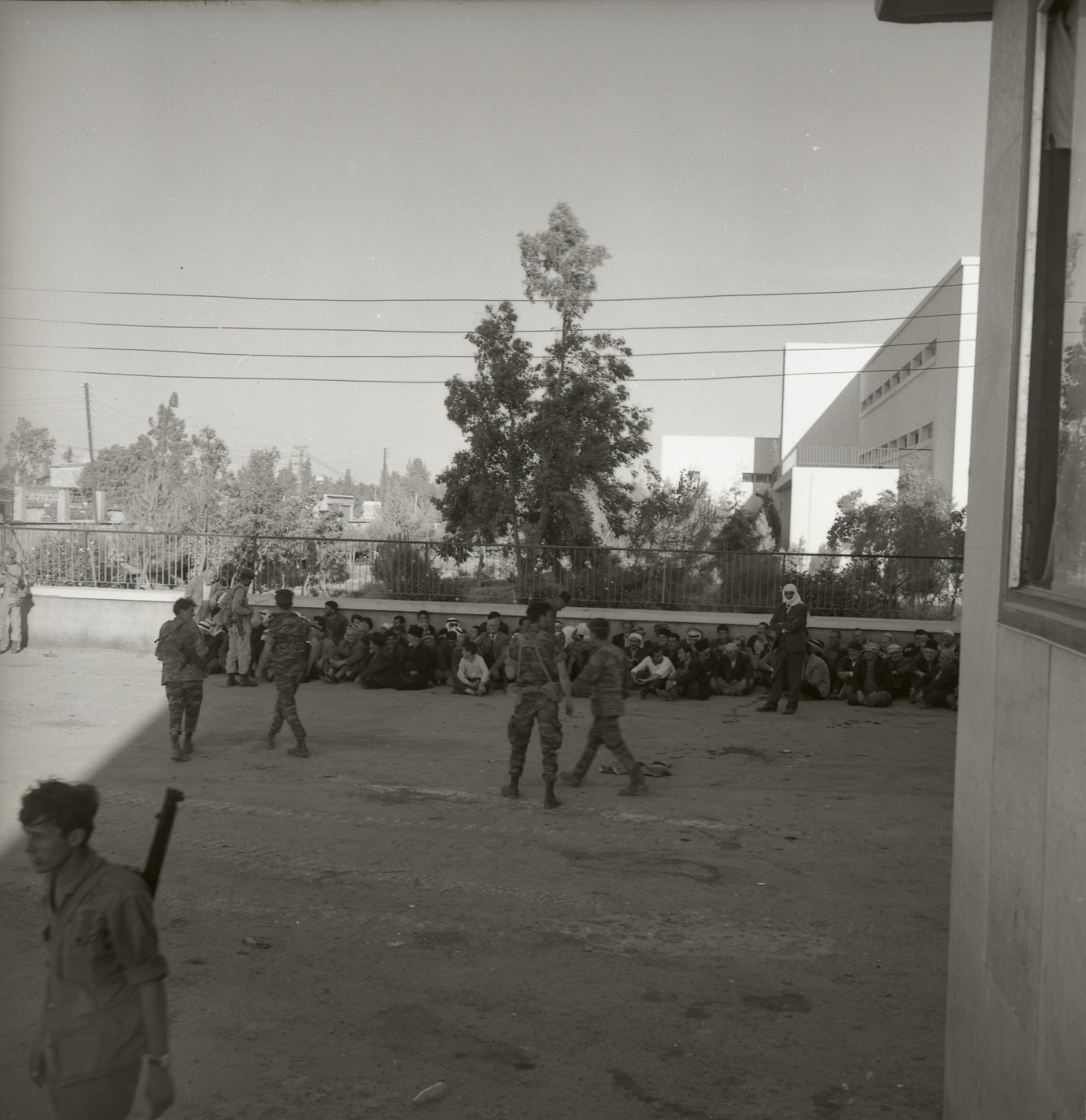
Soldats israéliens retenant des habitants du village syrien de Qouneitra, après sa conquête en juin 1967.

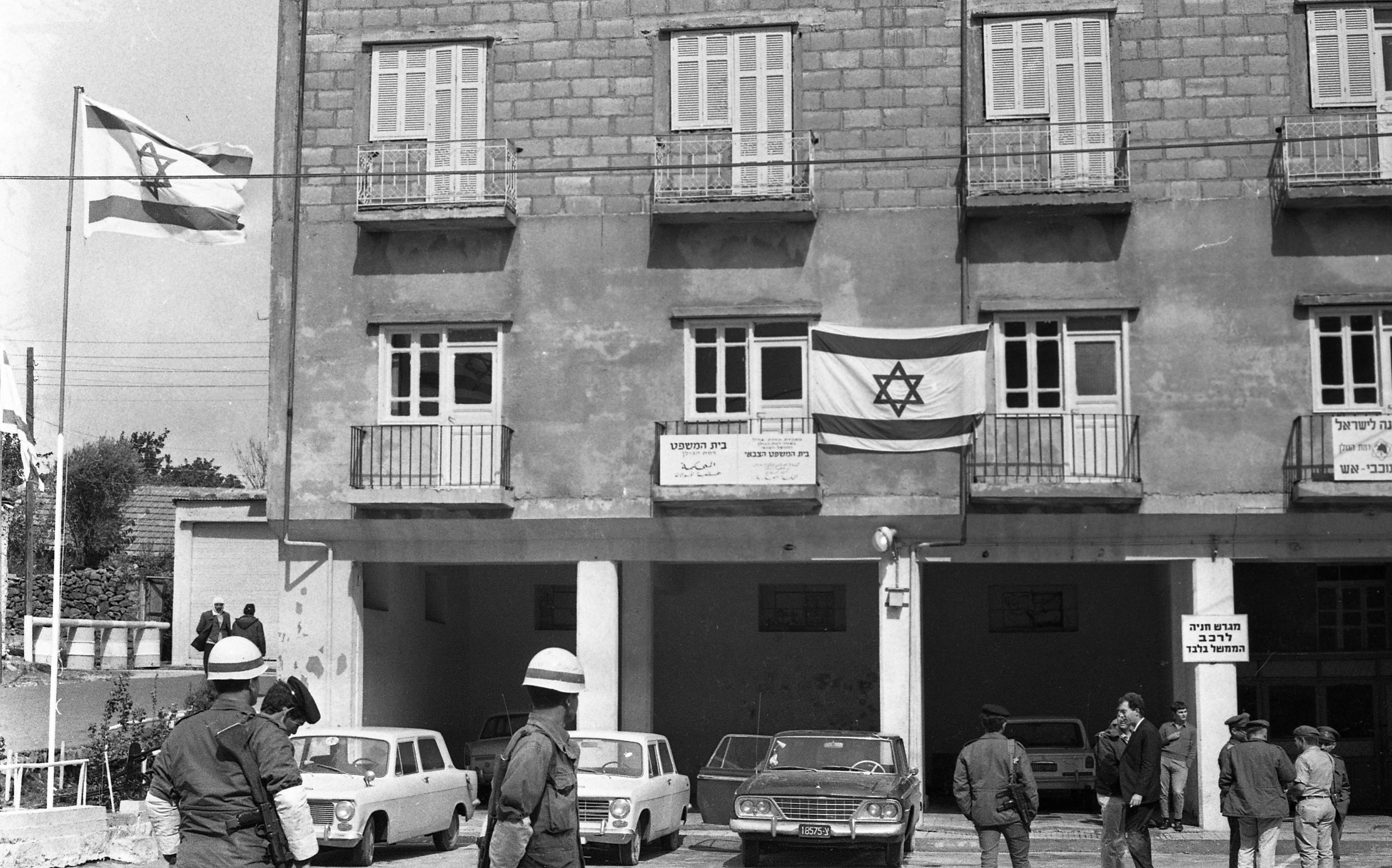
Quartier général de la police militaire à Qouneitra sous occupation israélienne, 1969.

Le cessez-le-feu proclamé plus tard dans l'après-midi laissa la ville sous contrôle israélien. La population civile qui n'avait pas fui avant l'arrivée de l'armée israélienne fut expulsée. À la suite de la conquête, des pillages eurent lieu. Le représentant des Nations unies qui visita la ville en juillet 1967 rapporta que presque chaque boutique semblait avoir été ouverte et pillée. Bien que les porte-paroles israéliens aient affirmé à Nils-Goran Gussing, le représentant de l'ONU, que Qouneitra avait été pillée par les Syriens lors de leur retraite, ce que ce dernier jugea improbable en raison du très court laps de temps s'étant écoulé entre l'annonce de la prise à la radio et l'entrée effective des Israéliens dans la ville quelques heures plus tard. Il conclut que la responsabilité de ce pillage à grande échelle de la ville de Qouneitra repose en grande partie sur les forces israéliennes. La ville désertée resta aux mains des Israéliens durant six ans. 
Lors des deux premiers jours de la guerre du Kippour en 1973, Qouneitra fut brièvement reprise par les Syriens aidés par les forces armées royales marocaines (FAR) du colonel 'Aqid El Allam, avant qu'ils ne soient repoussés lors de la contre-offensive israélienne.

### Évacuation et destruction israélienne de la ville en 1974

#### Retrait israélien de Qouneitra (juin)
Les Israéliens l'occupent jusqu'au début de juin 1974, date à laquelle, après avoir été entièrement détruite, elle est rendue au contrôle civil syrien à la suite d'un accord de désengagement signé le 31 mai 1974. La ville doit se trouver dorénavant à la limite ouest d'un no man's land démilitarisé s'étendant le long de la lisière orientale du Golan. 
Cette rétrocession fut critiquée par certains Israéliens favorables à la colonisation, ainsi que par le Likoud et le Parti national religieux qui s'y opposaient. Une colonie de peuplement fut même installée à la périphérie de Qouneitra durant une brève période (cf. Keshet). 
L'accord stipulait que Qouneitra soit repeuplée afin de prouver les intentions pacifiques des Syriens, ce témoignage de bonnes intentions devant pousser Israël à continuer son retrait. 
La journaliste Isit Gal parle d'une « expulsion méthodiquement organisée de la population » par l'armée israélienne (exception faite de la population druze). 150 000 Syriens ont fui le Golan à la suite des combats de 1967 et 1973. Par la suite les citoyens syriens qui tenteront de revenir seront « arrêtés et jugés comme infiltrés illégaux ».
Le désengagement eut lieu le 6 juin 1974. Le 26 juin, le président syrien Hafez el-Assad se rendit à Qouneitra où il promit de reconstruire la ville et réclama le retrait des territoires occupés.

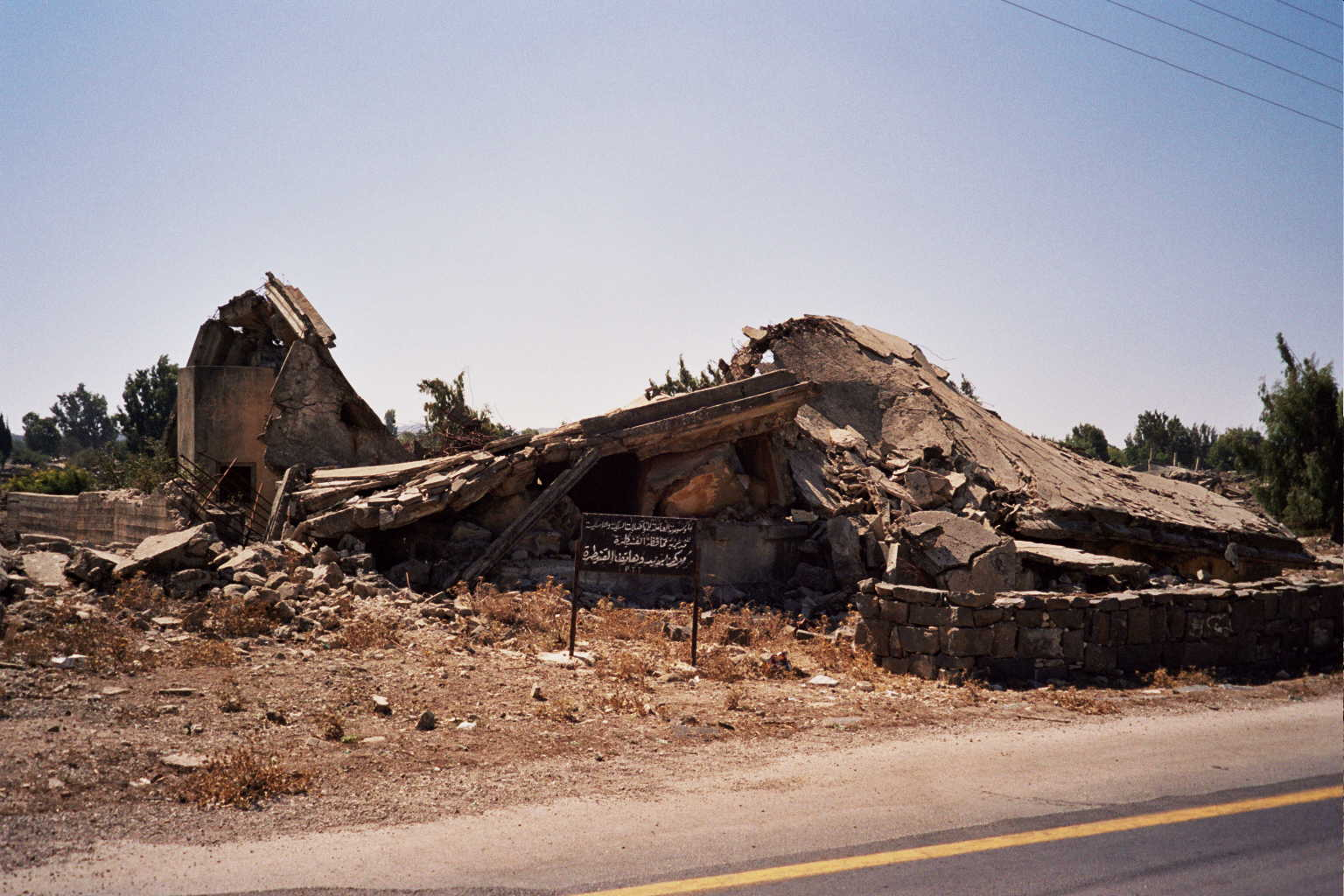
Bâtiment détruit à Qouneitra.

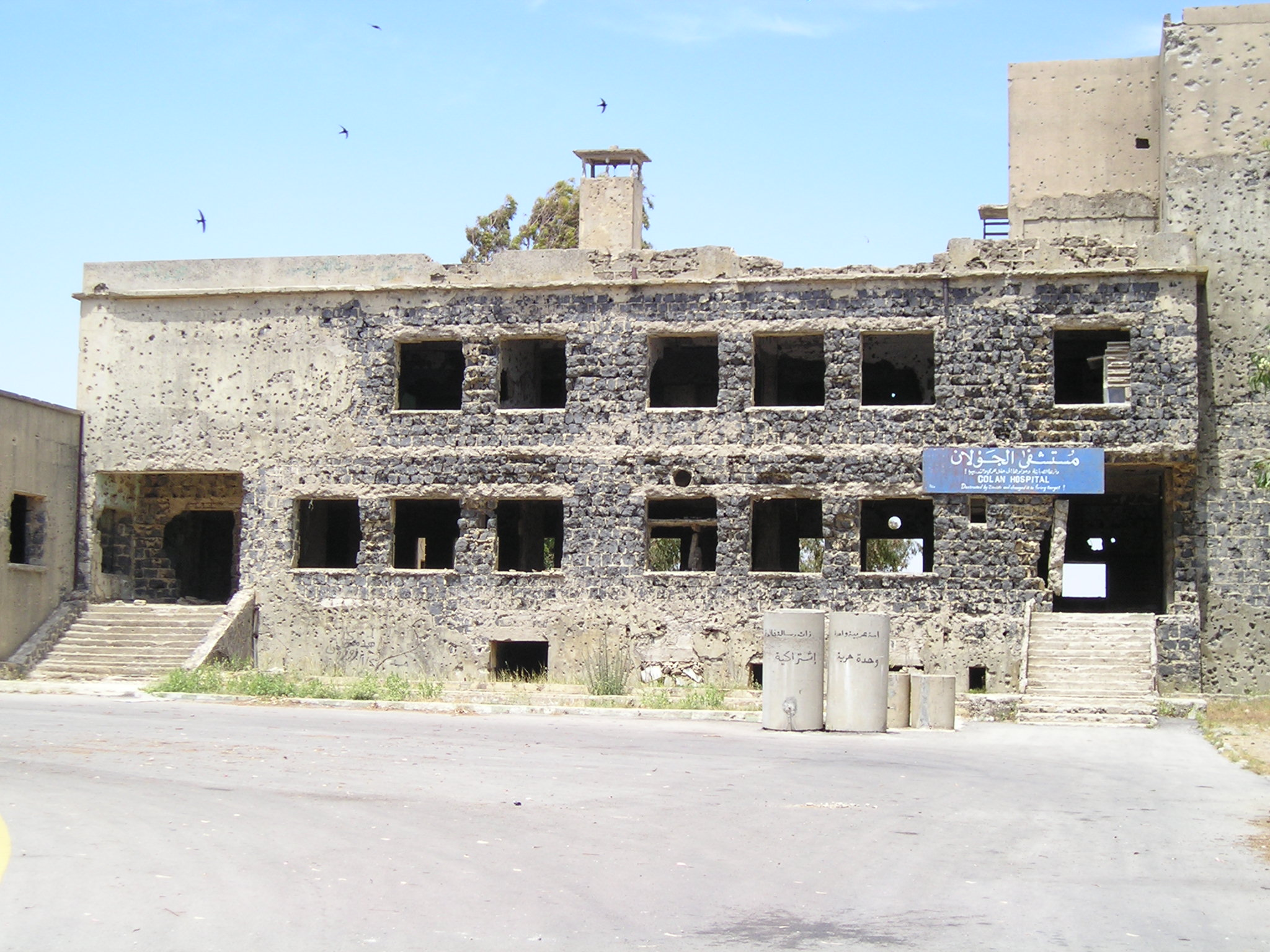
Hôpital abandonné de Qouneitra.

#### Une situation de dévastation

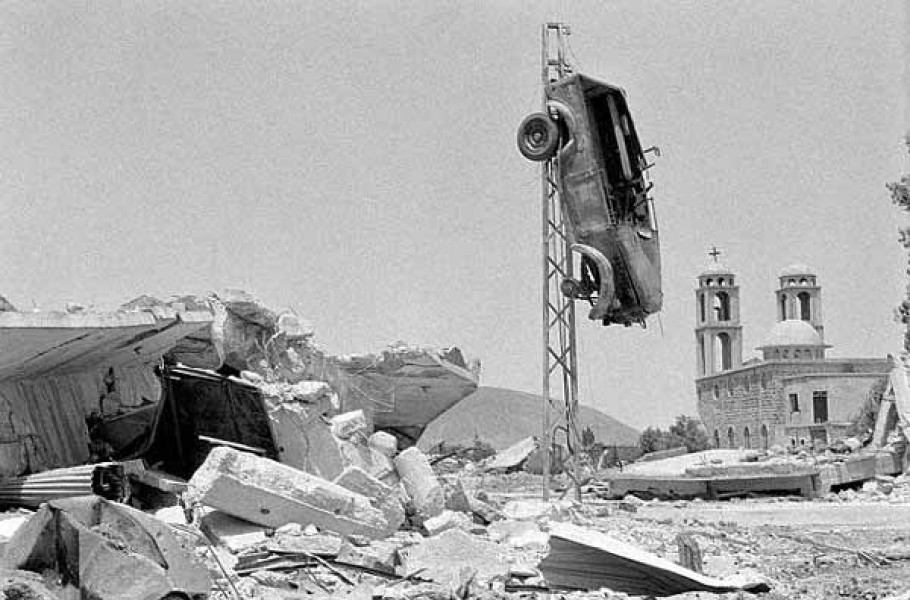
Bâtiments détruits à Qouneitra.

À la suite du retrait israélien, il apparait que la plus grande partie de la ville avait été dévastée. Des reporters accompagnant des réfugiés syriens revenant à Qouneitra en juillet 1974 ont décrit ce qu'ils y ont vu. Les correspondants de Time Magazine ont indiqué que les bâtiments étaient tous détruits, à terre comme frappés par de la dynamite. Un autre correspondant a fait cette description :

« Aujourd'hui, la ville est méconnaissable. Les maisons avec leurs toits allongés sur le sol ressemblent à des pierres tombales. Une partie des gravats est recouvert de terre fraîche drainée par les bulldozers. Partout subsistent des restes de meubles, des fragments d'outils de cuisines ou des restes de journaux hébreux datant de la première semaine de juin. Sur les quelques murs restant debout subsistent ces phrases “Il y aura un autre round, vous voulez Qouneitra, vous l'aurez détruite.” »

La ville aurait été pillée par les soldats israéliens. Les meubles étant ensuite revendus à des entrepreneurs. Les maisons, une fois vidées, étaient détruites par les bulldozers et les tracteurs. À ce jour, le plateau reste recouvert de décombres. Le Rough Guide To Syria décrit ainsi la cité : « La première vue des maisons aplaties de la banlieue de Qouneitra est la plus dramatique. La vision des toits indemnes reposant sur un tas de décombres laisse l'impression d'une implosion. »
Israël affirme que les dégâts causés à Qouneitra furent le résultat de duels d'artillerie. Des rapports affirment que la ville était détruite bien avant le retrait israélien comme l'affirme un correspondant du Times le 6 mai : « La ville est détruite et déserte après 7 ans de guerre et d'abandon, on dirait une ville frappée par un tremblement de terre. Si les Syriens récupèrent la ville, ils devront faire preuve d'un immense effort de reconstruction. Presque chaque bâtiment est gravement endommagé ».
Une preuve directe de l'état de la ville est un film tourné par une équipe britannique le 12 mai qui comprenait le journaliste Peter Snow (en). Il effectuait un reportage pour la chaîne ITN. Une nouvelle fois, selon un correspondant du Times, les téléspectateurs ont eu une vue panoramique de l'état de la ville, abandonnée par les Syriens depuis 1967. À cette époque, on peut voir que certains bâtiments sont toujours debout alors qu'après le retrait, très peu l'étaient. Enfin, les dégâts infligés aux bâtiments ne ressemblaient pas à ceux infligés par un bombardement d'artillerie ou de l'aviation. La manière dont était posé le toit ne donnait l'idée que d'un dynamitage de l'intérieur. Le correspondant en a ainsi déduit que la majeure partie des destructions avaient eu lieu après le 12 mai, époque à laquelle il n'y avait plus de combats à Qouneitra. 

#### Enquête de l'ONU sur la destruction de Qouneitra
L'ONU a alors décidé de créer une commission d'enquête pour étudier les pratiques israéliennes vis-à-vis des droits de l'homme, notamment envers les populations occupées. Le rapport en conclut que l'armée a effectivement opéré de nombreuses destructions avant son retrait. Cette conclusion fut adoptée par l'Assemblée générale des Nations unies. Cette dernière vota le 29 novembre 1974 une résolution indiquant que la destruction de Qouneitra impliquait une grave violation de la quatrième convention de Genève relative à la protection des personnes civiles en temps de guerre et décida de condamner Israël par une marge de 93 voix avec 8 contre et 74 abstentions. La Commission des droits de l'homme des Nations unies a également condamné la destruction et la dévastation délibérée de Qouneitra lors d'une résolution votée le 22 février 1975 par une marge de 22 voix. La seule opposition venant des États-Unis et neuf abstentions.